# Amata septemmaculatat
Amata septemmaculatat är en fjärilsart som beskrevs av Müller 1921. Amata septemmaculatat ingår i släktet Amata och familjen björnspinnare. Inga underarter finns listade i Catalogue of Life.